# Aleyrodes takahashii
Aleyrodes takahashii is een halfvleugelig insect uit de familie witte vliegen (Aleyrodidae), onderfamilie Aleyrodinae.
De wetenschappelijke naam van deze soort is voor het eerst geldig gepubliceerd door Ossiannilsson in 1966.